# Marathon van Fukuoka 1957
De marathon van Fukuoka 1957 werd gelopen op zondag 1 december 1957. Het was de 11e editie van de marathon van Fukuoka. Aan deze wedstrijd mochten alleen mannelijke elitelopers deelnemen. De Japanner Kurao Hiroshima kwam als eerste over de streep in 2:21.40.

## Uitslagen
| rang   | naam                | land | tijd    |
| ------ | ------------------- | ---- | ------- |
| Goud   | Kurao Hiroshima     | JPN  | 2:21.40 |
| Zilver | Paavo Kotila        | FIN  | 2:22.29 |
| Brons  | Yoshiaki Kawashima  | JPN  | 2:23.09 |
| 4      | Pavel Kantorek      | TCH  | 2:24.19 |
| 5      | Sumio Horinouchi    | JPN  | 2:24.31 |
| 6      | Nobuyoshi Sadanaga  | JPN  | 2:25.04 |
| 7      | Akira Hatsuku       | JPN  | 2:27.46 |
| 8      | Hideo Hamamura      | JPN  | 2:28.25 |
| 9      | Hidenori Baba       | JPN  | 2:29.04 |
| 10     | Keizo Yamada        | JPN  | 2:29.19 |
| 11     | Tadao Hashimoto     | JPN  | 2:29.47 |
| 12     | Yoshiharu Takahashi | JPN  | 2:30.05 |
| 13     | Katsuo Nishida      | JPN  | 2:30.43 |
| 14     | Katsuyoshi Nomiyama | JPN  | 2:31.50 |
| 15     | Shoji Yoshinari     | JPN  | 2:34.00 |
| 16     | Yoshinori Yamashita | JPN  | 2:34.06 |
| 17     | Mataichi Nasu       | JPN  | 2:34.53 |
| 18     | nfn Kamiyama        | JPN  | 2:35.20 |
| 19     | Toshio Arimura      | JPN  | 2:35.22 |
| 20     | Hiroshi Uwa         | JPN  | 2:36.24 |

1947 ·
1948 ·
1949 ·
1950 ·
1951 ·
1952 ·
1953 ·
1954 ·
1955 ·
1956 ·
1957 ·
1958 ·
1959 ·
1960 ·
1961 ·
1962 ·
1963 ·
1964 ·
1965 ·
1966 ·
1967 ·
1968 ·
1969 ·
1970 ·
1971 ·
1972 ·
1973 ·
1974 ·
1975 ·
1976 ·
1977 ·
1978 ·
1979 ·
1980 ·
1981 ·
1982 ·
1983 ·
1984 ·
1985 ·
1986 ·
1987 ·
1988 ·
1989 ·
1990 ·
1991 ·
1992 ·
1993 ·
1994 ·
1995 ·
1996 ·
1997 ·
1998 ·
1999 ·
2000 ·
2001 ·
2002 ·
2003 ·
2004 ·
2005 ·
2006 ·
2007 ·
2008 ·
2009 ·
2010 ·
2011 ·
2012 ·
2013 ·
2014 ·
2015 ·
2016 ·
2017